# Valgreghentino
Valgreghentino (lombardul: Carghentin) település Olaszországban, Lombardia régióban, Lecco megyében. Lakosainak száma 3373 fő (2023. január 1.). Valgreghentino Airuno, Colle Brianza, Galbiate és Olginate községekkel határos.

## Népesség
A település lakossága az elmúlt években az alábbi módon változott:
| Lakosok száma | 3466 | 3453 | 3373 |
|               | 2017 | 2018 | 2023 |